# Banksia
Banksia là một chi thực vật có hoa gồm khoảng 170 loài trong họ Proteaceae. Các loài hoa dại và các loài được trồng trong các khu vườn ở Úc dễ dàng nhận ra do các đặc điểm đặc trưng ở hoa của chúng. Kích thước của chúng từ dạng cây bụi đến cây gỗ cao đến 30m. Chúng được phát hiện trong nhiều kiểu cảnh quan khác nhau như các khu rừng cây lá cứng (sclerophyll), đôi khi trong các khu rừng nhiệt đới, rừng cây bụi, và một số trong các môi trường khô hơn nhưng không có trong các sa mạc ở Úc.

## Các loài
- Banksia acanthopoda
- Banksia aculeata
- Banksia acuminata
- Banksia aemula
- Banksia alliacea
- Banksia anatona
- Banksia aquilonia
- Banksia arborea
- Banksia arctotidis
- Banksia armata
- Banksia ashbyi
- Banksia attenuata
- Banksia audax
- Banksia aurantia
- Banksia baueri
- Banksia baxteri
- Banksia bella
- Banksia benthamiana
- Banksia bipinnatifida
- Banksia biterax
- Banksia blechnifolia
- Banksia borealis
- Banksia brevidentata
- Banksia brownii
- Banksia brunnea
- Banksia burdettii
- Banksia caleyi
- Banksia calophylla
- Banksia candolleana
- Banksia canei
- Banksia carlinoides
- Banksia catoglypta
- Banksia chamaephyton
- Banksia cirsioides
- Banksia coccinea
- Banksia columnaris
- Banksia comosa
- Banksia concinna
- Banksia conferta
- Banksia corvijuga
- Banksia croajingolensis
- Banksia cuneata
- Banksia cynaroides
- Banksia cypholoba
- Banksia dallanneyi
- Banksia densa
- Banksia dentata
- Banksia dolichostyla
- Banksia drummondii
- Banksia dryandroides
- Banksia echinata
- Banksia elderiana
- Banksia elegans
- Banksia epica
- Banksia epimicta
- Banksia ericifolia
- Banksia erythrocephala
- Banksia falcata
- Banksia fasciculata
- Banksia fililoba
- Banksia foliolata
- Banksia foliosissima
- Banksia formosa
- Banksia fraseri
- Banksia fuscobractea
- Banksia gardneri
- Banksia glaucifolia
- Banksia goodii
- Banksia grandis
- Banksia grossa
- Banksia heliantha
- Banksia hewardiana
- Banksia hiemalis
- Banksia hirta
- Banksia hookeriana
- Banksia horrida
- Banksia idiogenes
- Banksia ilicifolia
- Banksia incana
- Banksia insulanemorecincta
- Banksia integrifolia
- Banksia ionthocarpa
- Banksia kippistiana
- Banksia laevigata
- Banksia lanata
- Banksia laricina
- Banksia lemanniana
- Banksia lepidorhiza
- Banksia leptophylla
- Banksia lindleyana
- Banksia littoralis
- Banksia lullfitzii
- Banksia marginata
- Banksia media
- Banksia meganotia
- Banksia meisneri
- Banksia menziesii
- Banksia micrantha
- Banksia mimica
- Banksia montana
- Banksia mucronulata
- Banksia nana
- Banksia neoanglica
- Banksia nivea
- Banksia nobilis
- Banksia nutans
- Banksia oblongifolia
- Banksia obovata
- Banksia obtusa
- Banksia occidentalis
- Banksia octotriginta
- Banksia oligantha
- Banksia oreophila
- Banksia ornata
- Banksia pallida
- Banksia paludosa
- Banksia pellaeifolia
- Banksia penicillata
- Banksia petiolaris
- Banksia pilostylis
- Banksia plagiocarpa
- Banksia platycarpa
- Banksia plumosa
- Banksia polycephala
- Banksia porrecta
- Banksia praemorsa
- Banksia prionophylla
- Banksia prionotes
- Banksia prolata
- Banksia proteoides
- Banksia pseudoplumosa
- Banksia pteridifolia
- Banksia pulchella
- Banksia purdieana
- Banksia quercifolia
- Banksia recurvistylis
- Banksia repens
- Banksia robur
- Banksia rosserae
- Banksia rufa
- Banksia rufistylis
- Banksia saxicola
- Banksia scabrella
- Banksia sceptrum
- Banksia sclerophylla
- Banksia seminuda
- Banksia seneciifolia
- Banksia serra
- Banksia serrata
- Banksia serratuloides
- Banksia sessilis
- Banksia shanklandiorum
- Banksia shuttleworthiana
- Banksia solandri
- Banksia speciosa
- Banksia sphaerocarpa
- Banksia spinulosa
- Banksia splendida
- Banksia squarrosa
- Banksia stenoprion
- Banksia strictifolia
- Banksia stuposa
- Banksia subpinnatifida
- Banksia subulata
- Banksia telmatiaea
- Banksia tenuis
- Banksia tortifolia
- Banksia tricuspis
- Banksia tridentata
- Banksia trifontinalis
- Banksia undata
- Banksia verticiliata
- Banksia vestita
- Banksia victoriae
- Banksia violacea
- Banksia viscida
- Banksia wonganensis
- Banksia xylothemelia